# Universal City (California)
Universal City es un área no incorporada ubicada en el Valle de San Fernando en el condado de Los Ángeles en el estado estadounidense de California.
Los Estudios Universal, que incluyen el parque temático Universal Studios Hollywood, un complejo de oficinas y hoteles y las instalaciones de las estaciones de televisión KNBC, afiliada de NBC para el sur de California, y KVEA, afiliada de Telemundo para el sur de California, tienen sus ubicaciones dentro del complejo.

## Geografía
Universal City se encuentra ubicada en las coordenadas 34°8′20″N 118°21′12″O / 34.13889, -118.35333.